# Paravalvulininae
Paravalvulininae es una familia de foraminíferos bentónicos de la familia Paravalvulinidae, de la superfamilia Chrysalidinoidea, del suborden Textulariina y del orden Textulariida. Su rango cronoestratigráfico abarca desde el Bajociense (Jurásico medio) hasta el Eoceno.

## Discusión
Clasificaciones previas incluían los géneros de Paravalvulinidae en las familias Eggerellidae, Orbitolinidae y principalmente Chrysalidinidae del Orden Textulariida.

## Clasificación
Paravalvulininae incluye a los siguientes géneros:
- Indomarssonella †
- Kilianina †
- Paravalvulina †
- Pseudomarssonella †
- Redmondoides †
- Riyadhoides †